# Университет Бэйлора
Университе́т Бэйлора (англ. Baylor University) — частный христианский университет в г. Уэйко, штат Техас, США.
Основан в 1845 году и является старейшим университетом в Техасе. Университет расположен в центральной части Техаса, в полутора часах езды от Далласа и Остина. Главный кампус находится на берегах реки Бразос к востоку от исторического центра г. Уэйко. В 2018 году занимал 75 место в рейтинге американских университетов по версии издания U.S. News & World Report.